# Mycoplasma hominis
Mycoplasma hominis är en typ av bakterier som förekommer i slidan och misstänks vara en av flera orsaker till pelvic inflammatory disease. Ett antal andra orsaker är redan kända. 
Kolonier av M. hominis förekommer regelbundet i och kring underlivet hos sexuellt aktiva män och kvinnor, och bakterien har associerats med barnsängsfeber.